# Хасслер, Ираси
Ираси Луиса Хасслер Якоб (исп. Irací Luiza Hassler Jacob; род. 6 ноября 1990, Сантьяго) — чилийский государственный и политический деятель. С 2021 по 2024 год занимала должность мэра коммуны Сантьяго. Является членом левой политической партии Коммунистической партии Чили. Её называют «новым лицом феминизма и энвайронментализма» в Чили.

## Ранняя период жизни
Родилась в ноябре 1990 года в Сантьяго у матери-бразильянки с франко-еврейскими корнями и отца-чилийца швейцарского происхождения. Её отец, Рольф Хасслер, зарабатывал на жизнь как продавец фруктами в Ольмуэ, область Вальпараисо и является консерватором. Её мать является сторонницей левоцентристской политики и имеет корни из северо-восточного бразильского штата Пиауи. Ираси Хасслер заявила, что её имя имеет происхождение из индейских языков тупи-гуарани и означает «королева пчёл». Помимо испанского, свободно говорит на родном португальском языке своей матери, а также на немецком.
Училась в Швейцарской  международной школе в Нюньоа, Сантьяго. Позже поступила в Чилийский университет, где изучала инженерию и была членом учёного совета университета с 2012 по 2014 год. После окончания университета работала экономистом.

## Политическая карьера
Во время студенческих протестов в Чили в 2011 году присоединилась к Коммунистической молодёжи Чили. Также была в руководстве Студенческой федерации Чилийского университета. В 2016 году официально стала членом Коммунистической партии, а также была избрана муниципальным советником в Сантьяго до 2020 года. Срок полномочий был продлен до 2021 года из-за пандемии COVID-19.
В декабре 2020 года выиграла внутрипартийные выборы по определению кандидата от оппозиции на должность мэра Сантьяго на предстоящих муниципальных выборах в мае 2021 года. Объявила о своей победе над действующим мэром Фелипе Алессандри на Пласа-де-Армас 17 мая 2021 года еще до окончания подсчёта голосов под скандирование лозунга «Irací, el otro no». Таким образом, она стала второй женщиной (после Каролины Тоа) и первой коммунисткой, избраной на этот пост на выборах.
В интервью BBC Mundo в 2021 году после своей победы на муниципальных выборах она объявила о прекращении нехватки продовольствия и дискриминации в отношении мигрантов в Сантьяго как главных приоритетаъ своей новой администрации. К Ираси Хасслер присоединился мэр Реколета и кандидат в президенты 2021 года коммунист Даниэль Хадуэ во время экскурсии по Баррио-Ластаррия. Будучи сторонницей муниципального социализма, заявила, что «коммунистическое управление в местной власти может преобразовать жизнь людей». В 2021 году она была названа в числе «100 латиноамериканцев, наиболее приверженных борьбе с изменением климата» — списка, подготовленного некоммерческой организацией Sachama совместно с WWF, The Nature Conservancy и другими институтами.
По данным El País, она назвала члена Палаты представителей США Александрию Окасио-Кортес, мэра Барселоны Аду Колау и покойную руководительницу чилийских коммунистов Гладис Марин в качестве женщин левого толка в политике, которыми она восхищается.